# 茨城県道128号土浦大曽根線

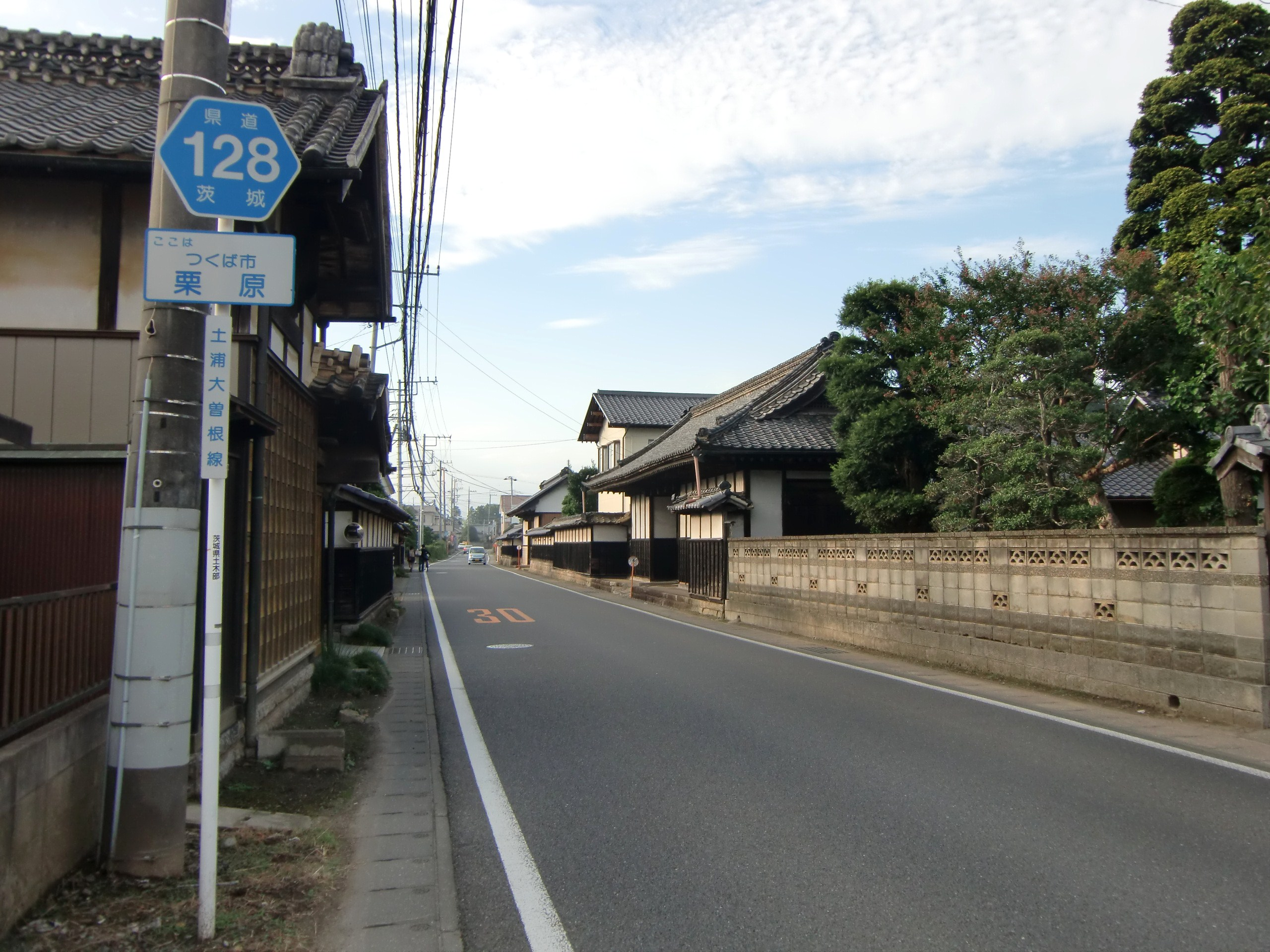
茨城県道128号土浦大曽根線
つくば市栗原（2010年9月）

茨城県道128号土浦大曽根線（いばらきけんどう128ごう つちうらおおそねせん）は、茨城県土浦市からつくば市に至る県道（一般県道）である。

## 路線概要
- 起点：茨城県土浦市桜町1丁目15番地先（国道125号交点）[1]
- 終点：茨城県つくば市若森（茨城県道19号取手つくば線、茨城県道53号つくば千代田線交点）
- 総延長：12.028 km[2]
- 重用延長：なし[2]
- 未供用延長：なし[2]
- 実延長：12.028 km[2]
- 自動車交通不能区間延長[注釈 1]：なし[2]

## 歴史
1959年（昭和34年）10月14日、新たな県道として土浦市を起点とし、筑波郡大穂町（現、つくば市）を終点とする区間を本路線する県道土浦大穂線として茨城県が県道路線認定した。
1995年（平成7年）には、現在の路線名と整理番号に変更となり、土浦大曽根線と改称され現在に至る。

### 年表
- 1923年（大正12年）4月1日：前身にあたる吉沼土浦線が路線認定される。
- 1959年（昭和34年）10月14日
  - 県道土浦大穂線（図面対象番号89)として路線認定される[3]。
  - 道路の区域は、土浦市土浦の二級国道佐原熊谷線（国道125号）分岐から筑波郡大穂町大字玉取の県道筑波谷田部線（のちの県道取手筑波線の旧道）交点までと決定された[4]。
- 1972年（昭和47年 10月26日：土浦市字千束町（旧国道6号[注釈 2]・千束町交差点） - 同市矢合場町（田中町交差点）の1.1 km区間（土浦学園線）を供用開始[5]。
- 1978年（昭和53年）2月9日：県道取手筑波線の旧道の一部（大穂町大字玉取 - 大字大曾根の1,383 m区間）が県道土浦大穂線へ編入される[1]。
- 1985年（昭和60年）1月17日：土浦市大字粕毛地内（主要地方道土浦境線 - ）のバイパス道路の一部（約0.3 km）が開通[6]。
- 1986年（昭和61年）3月3日：土浦市大字粕毛 - 筑波郡桜村大字大のバイパス道路の一部（約2.3 km）が開通[7]。
- 1988年（昭和63年）1月30日：つくば市大字大 - 同市大字金田のバイパス道路の一部区間（約1.7 km）が開通[8]。
- 1991年（平成3年）5月20日：つくば市大字中根 - 大字上境のバイパス道路の残存区間（約1 km）開通により、土浦市粕毛 - つくば市上境間のバイパスが全線開通[9]。
- 1993年（平成5年）3月29日：土浦市田中町 - つくば市大字上境の旧道（6.633 km）が指定解除により、市道に降格する[10]。
- 1995年（平成7年）3月30日：路線名と整理番号が、土浦大穂線（整理番号148）から現在の土浦大曾根線（整理番号128）に変更される[11]。

## 路線状況

### 重複区間
- 茨城県道24号土浦境線（土浦市桜町1丁目 - 同市田中3丁目 - 同市粕毛）[1][10]

## 地理

### 通過する自治体
- 茨城県
  - 土浦市 - つくば市

### 交差している道路
- 茨城県道24号土浦境線（つくば市大）
- 茨城県道201号藤沢荒川沖線（つくば市上境）
- 茨城県道200号藤沢豊里線（つくば市栗原・台坪交差点）